# ロンコ・スクリーヴィア
ロンコ・スクリーヴィア(イタリア語: Ronco Scrivia)は、イタリア共和国リグーリア州ジェノヴァ県にある、人口約4,200人の基礎自治体（コムーネ）。

## 地理

### 位置・広がり

#### 隣接コムーネ
隣接するコムーネは以下の通り。括弧内のALはアレッサンドリア県所属を示す。
- ブザッラ
- フラコナルト (AL)
- イーゾラ・デル・カントーネ
- ヴォルタッジョ (AL)

### 地震分類
イタリアの地震リスク階級 (it) では、3 に分類される
。

## コムーネの行政

### 分離集落
ロンコ・スクリーヴィアには、以下の分離集落（フラツィオーネ）がある。
- Banchetta, Borgo Fornari, Cascine, Chiappari, Cipollina, Costa Lazzari, Curlo, Giacoboni, Isolabuona, Malvasi, Minceto, Panigasse, Pietrafraccia, Porale, Tana d'Orso, Vallecalda